# 4 til gulvet
4 til gulvet er en EP af den danske sanger og sangskriver Rasmus Seebach, der udkom den 19. august 2022. Udgivelsen består af fire sange og har en samlet spilletid på cirka 13 minutter. Den udkom digitalt på pladeselskabet Top Notch Music under eksklusiv licens til Universal Music (Denmark) A/S.

## Spor
| #  | Titel                | Længde |
| -- | -------------------- | ------ |
| 1. | "Så Længe Vi Danser" |        |
| 2. | "Livstegn"           | 3:33   |
| 3. | "Zombie"             | 3:20   |
| 4. | "Paradis"            | 3:08   |

## Hitlister og certificeringer
| Hitliste (2022)        | Højeste placering |
| ---------------------- | ----------------- |
| Danmark (Album Top-40) | 7                 |

| Land (Organisation) | Certificering |
| ------------------- | ------------- |
| Danmark (IFPI)      | Platin        |